# Campo la Arrocera
Campo la Arrocera är en ort i Mexiko.   Den ligger i kommunen Ahome och delstaten Sinaloa, i den västra delen av landet, 1 200 km nordväst om huvudstaden Mexico City. Campo la Arrocera ligger 20 meter över havet och antalet invånare är 1 709.
Terrängen runt Campo la Arrocera är mycket platt. Runt Campo la Arrocera är det ganska tätbefolkat, med 83 invånare per kvadratkilometer. Närmaste större samhälle är Los Mochis, 9,8 km sydväst om Campo la Arrocera. Trakten runt Campo la Arrocera består till största delen av jordbruksmark.